# سكوبولا
هو إناء يستخدم في المختبرات الكيميائية ( Scoopula ) لنقل المواد الصلبة من وعاء إلى وعاء آخر. أو من قارورة إلى قاروة أخرى وهو مصنوع من المعدن.

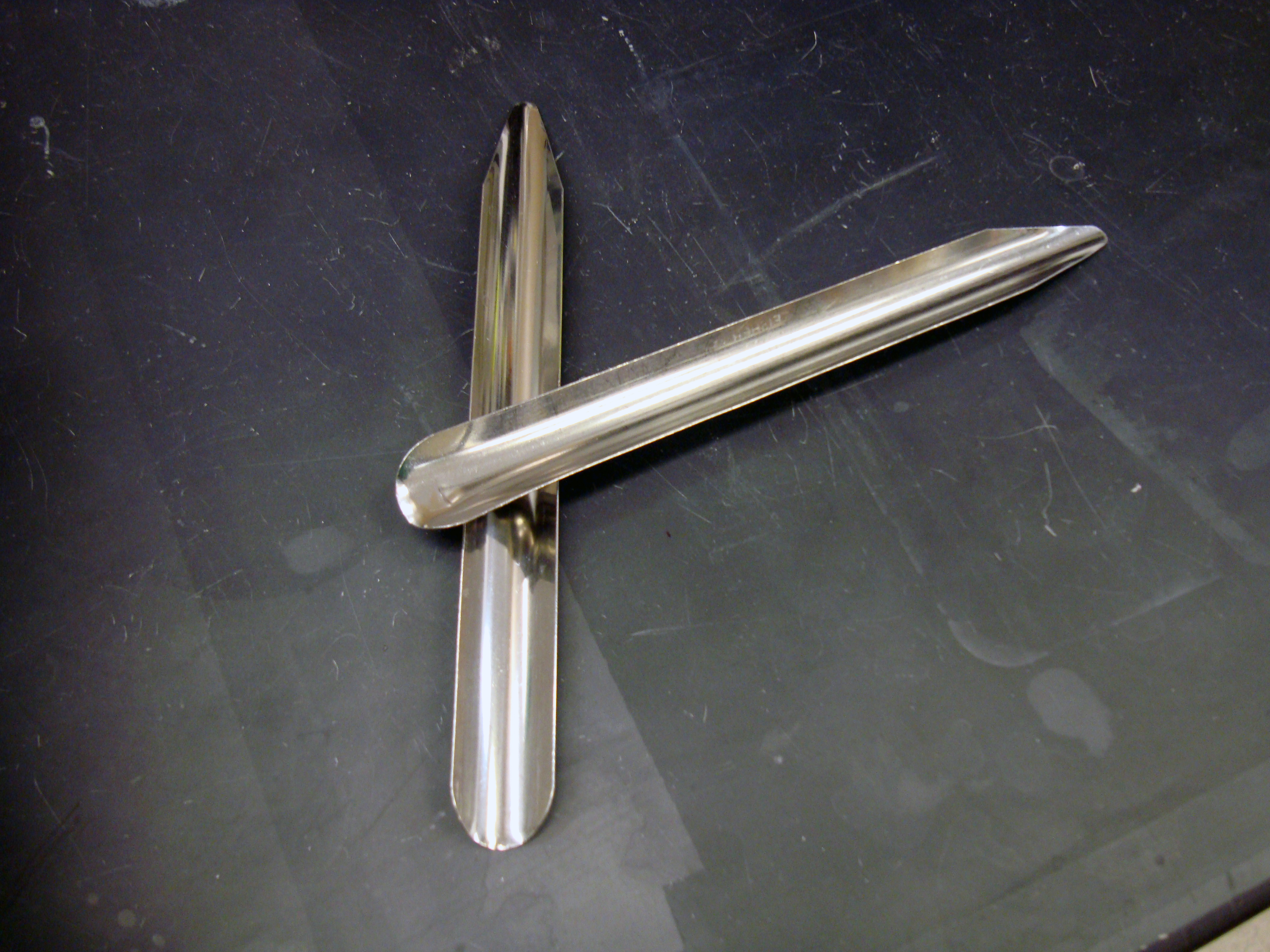

وقد قيل إنه أصبح له علامة مسجلة.